# Incandescenza

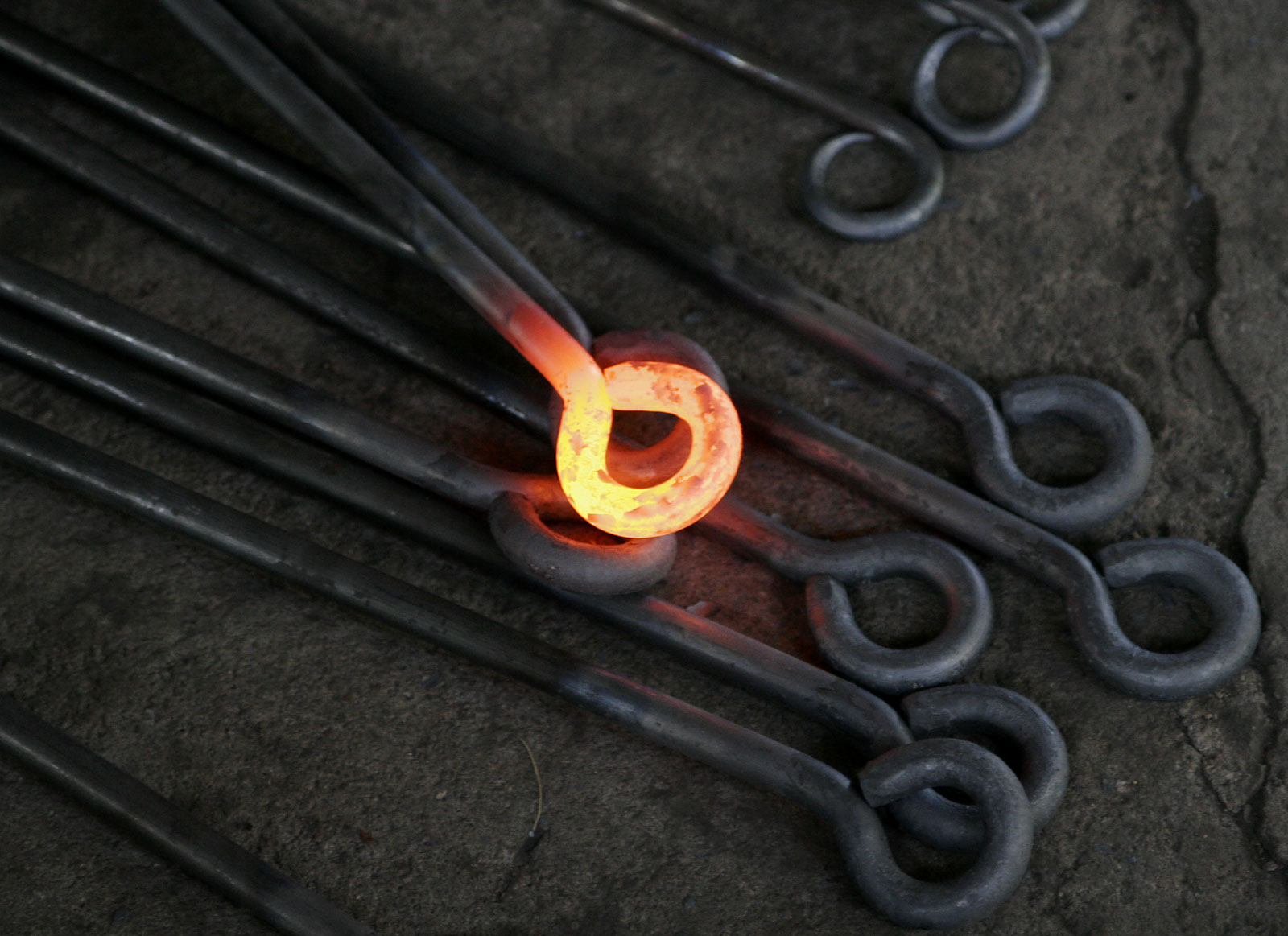
Metallo incandescente.

L'incandescenza è il fenomeno fisico per cui un oggetto, portato a elevate temperature, emette luce. La parola deriva dal latino candescere, "diventare bianco", con riferimento a quei materiali che, alle alte temperature, emettono luce bianca o approssimativamente tale. Da un punto di vista fisico, un oggetto viene considerato incandescente in senso stretto solo quando l'emissione di luce dovuta al suo riscaldamento raggiunge il massimo picco; a che temperatura questo avvenga, e di che colore sia la luce emessa, è un elemento variabile in funzione delle proprietà fisiche dell'oggetto in questione.

## Osservazione ed uso
Virtualmente tutte le sostanze solide o liquide iniziano ad emettere luce visibile a circa 525 °C,  diventando rossastre. Questo limite è chiamato punto di Draper. L'incandescenza non svanisce al di sotto di tale temperatura, ma è troppo tenue nello spettro visibile per essere percepita. A temperature più alte, la sostanza diventa più luminosa e il suo colore cambia dal rosso verso il bianco e infine al blu.
Il fenomeno dell'incandescenza è sfruttato nelle lampade a incandescenza, in cui un filamento è riscaldato fino a una temperatura a cui una frazione della radiazione ricade nello spettro visibile. Tuttavia, la maggior parte della radiazione è emessa nell'infrarosso, rendendo le lampade a incandescenza una fonte di luce relativamente inefficiente. Se il filamento si potesse riscaldare di più l'efficienza aumenterebbe, tuttavia non si conoscono materiali in grado di resistere a tali temperature. Fonti di luce più efficienti, come le lampade fluorescenti e i LED, non funzionano per incandescenza.